# Le Neubourg
Le Neubourg je naselje in občina v severozahodnem francoskem departmaju Eure regije Zgornje Normandije. Leta 2007 je naselje imelo 4.046 prebivalcev.

## Geografija
Kraj leži v pokrajini Normandiji na istoimenski planoti, 26 km severozahodno od Évreuxa.

## Uprava
Le Neubourg je sedež istoimenskega kantona, v katerega so poleg njegove vključene še občine Bérengeville-la-Campagne, Canappeville, Cesseville, Crestot, Criquebeuf-la-Campagne, Crosville-la-Vieille, Daubeuf-la-Campagne, Écauville, Ecquetot, Épégard, Épreville-près-le-Neubourg, Feuguerolles, Hectomare, Houetteville, Iville, Marbeuf, Saint-Aubin-d'Écrosville, Le Tremblay-Omonville, Le Troncq, Venon, Villettes, Villez-sur-le-Neubourg in Vitot z 10.580 prebivalci.
Kanton Neubourg je sestavni del okrožja Évreux.

## Zanimivosti
- gotska cerkev sv. Petra in Pavla iz 15. stoletja,
- dvorec Château du Champ de Bataille s francoskimi vrtovi iz 17. stoletja,
- muzej anatomije,
- hipodrom.